# Бернадетта Субіру
Субірý Марі́я Бернáрда (Бернадéтт, фр. Marie-Bernarde Soubirous (Bernadette), лат. Maria Bernarda Soubirous; 7 січня 1844 —16 квітня 1879) — католицька свята, якій біля Лурду (Франція) являлася Діва Марія.

## Життєпис
Марія Бернадетт народилась у багатодітній сім'ї збіднілого мельника. Через зубожіння в родині дівчинка мала слабке здоров'я та повсякчас хворіла. У 14-літньому віці їй у гроті Массабіель поблизу міста Лурда почала з'являтися Діва Марія. Такий висновок був зроблений, бо на прохання дівчини до посталої жінки назватися відповідь тієї була: «Я — Непорочне Зачаття». Богородиця спершу запропонувала Бернадетті  випити з джерельця води в печері, після чого струмочок перетворився на потужне джерело, а потім Діва Марія попрохала, щоб біля грота збудували церкву. Загалом з 11 лютого по 16 червня 1858 року, зі слів Бернадетт, вона 18 разів стрінулася з Богородицею.
Спочатку до розповідей Бернадетт щодо її спілкування з Дівою Марією в суспільстві поставилися з пересторогою. Церковники прискіпливо допитувалися про подробиці явлень Богоматері, але згодом папа Пій ІХ та Католицька церква в 1862 році визнали надприродний характер цих подій. 
Після офіційного визнання Церквою божественного об'явлення Діви Марії у гроті Массабель до цієї місцевості почалося масове паломництво вірян. Щоб запобігти різним запитам людей про зустрічі з Богородицею, 1866 року Бернадетт пішла в монастир міста Невера, де з часом стала черницею; вона доглядала немічних та рукоділила. 
16 квітня 1879 року, на 35 році життя Бернадетт померла від сухот.

## Після смерті

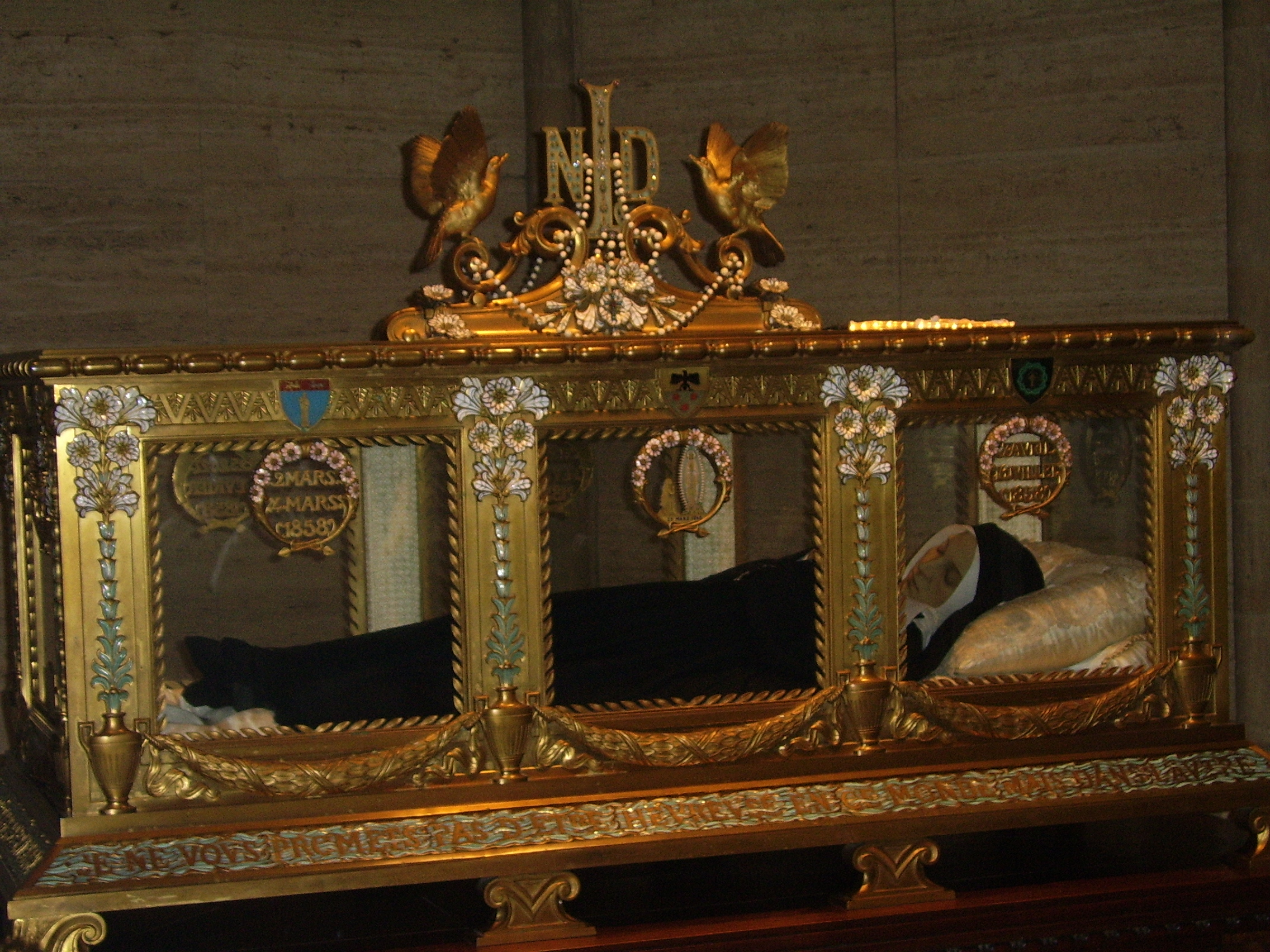
Мощі св. Бернадетти Субіру

Тіло Бернадетти після її смерті оголосили нетлінним, штучно наклавши воскову маску на обличчя та аналогічно покривши руки шаром воску. Натепер останки Бернадетти зберігають у храмі в Невері, Франція.
Папа Пій XI беатифікував Бернадетт у 1925 році, а канонізував 1933 року. Спомини в католицькому календарі 16 квітня (у Франції — 18 лютого). Її вважають покровителькою хворих, бідних, пастухів, а також міста Лурда. На місці першого явлення Діви Марії до Бернадетт Субіру збудовано храм Лурдської Богоматері «Notre-Dame de Lourdes».

## У мистецтві
- Еміль Золя у творі «Лурд» оповів історію Бернадетти Субіру.
- Франц Верфель написав роман «Пісня Бернадетти», на основі якого, у 1943 році був знятий  фільм «Пісня Бернадетти» з Дженніфер Джонс у ролі Бернадетти.